# Volley League (2024/2025)
Volley League 2024/2025 – 57. sezon mistrzostw Grecji w piłce siatkowej (71. sezon uwzględniając mistrzostwa panhelleńskie) zorganizowany przez stowarzyszenie Enosi Somation Amiwomenon Petosferiston (ESAP). Rozpoczął się 26 października 2024 roku i trwał do 7 maja 2025 roku.
W Volley League w sezonie 2024/2025 uczestniczyło 10 drużyn. Do najwyższej klasy rozgrywkowej dołączyły kluby AO Fliswos Paleo Faliro Members Paron oraz OFI.
Rozgrywki składały się z fazy zasadniczej, fazy play-off, meczów o miejsca 5-7 oraz fazy play-out. W fazie zasadniczej zespoły rozegrały ze sobą po dwa mecze. Cztery najlepsze drużyny awansowały do fazy play-off, zespoły z miejsc 5-7 grały mecze klasyfikacyjne, te z miejsc 8-9 rywalizowały o utrzymanie w fazie play-out, natomiast drużyna, która zajęła ostatnie, 10. miejsce, spadła do niższej ligi – Pre League.
Faza play-off obejmowała półfinały i finały. Po raz 21. mistrzostwo Grecji zdobył Panathinaikos AO, który w finałach pokonał Olympiakos SFP ONEX. Trzecie miejsce zajął AONS Milon.
Nagrodę dla najlepszego zawodnika (MVP) otrzymał Duńczyk Rasmus Nielsen.
Do Pre League spadły dwa kluby: Atlos Orestiada i Pigasos Polichnis.

## System rozgrywek
Volley League w sezonie 2024/2025 składała się z fazy zasadniczej, fazy play-off, meczów o miejsca 5-7 oraz fazy play-out.

### Faza zasadnicza
W fazie zasadniczej 10 drużyn rozegrało ze sobą po dwa spotkania systemem kołowym (mecz u siebie i rewanż na wyjeździe). Cztery najlepsze zespoły awansowały do fazy play-off, te z miejsc 5-7 grały mecze klasyfikacyjne, natomiast pozostałe drużyny trafiły do fazy play-out. Jeżeli zespół, który zajął 10. miejsce w fazie zasadniczej, stracił 13 punktów lub więcej do drużyny z 9. miejsca, wówczas spadł on automatycznie do niższej ligi (Pre League) i nie uczestniczył w fazie play-out.

### Faza play-off
Faza play-off składała się z półfinałów i finałów.
Półfinały

Pary półfinałowe powstały na podstawie miejsc zajętych przez poszczególne drużyny w fazie zasadniczej zgodnie z poniższym kluczem:
- para 1: 1-4;
- para 2: 2-3.

Rywalizacja toczyła się do trzech zwycięstw ze zmianą gospodarza po każdym meczu. Gospodarzem pierwszego spotkania w parze był zespół, który w fazie zasadniczej zajął wyższe miejsce. Zwycięzcy w parach awansowali do finałów, przegrani natomiast zostali sklasyfikowani odpowiednio na pozycjach 3. i 4. zgodnie z miejscem zajętym w fazie zasadniczej.
Finały

W finałach rywalizacja toczyła się do trzech zwycięstw ze zmianą gospodarza po każdym meczu. Gospodarzem pierwszego spotkania w parze był zespół, który w fazie zasadniczej zajął wyższe miejsce. Zwycięzca finałów został mistrzem Grecji.

### Mecze o miejsca 5-7
Drużyny, które w fazie zasadniczej zajęły miejsca 5-7, rozegrały ze sobą po dwa spotkania systemem kołowym (mecz u siebie i rewanż na wyjeździe). Do tabeli wliczone zostały wszystkie punkty zdobyte przez poszczególne zespoły w fazie zasadniczej. Pozycja w tabeli po rozegraniu wszystkich meczów decydowała o ostatecznym miejscu w klasyfikacji końcowej, tj. drużyna, która zajęła 1. miejsce w tabeli, zakończyła sezon na 5. miejscu itd.

### Faza play-out
W fazie play-out uczestniczyły drużyny, które w fazie zasadniczej zajęły miejsca 8-10, chyba że zespół z 10. miejsca miał stratę do dziewiątej drużyny równą lub większą niż 13 punktów — wówczas w play-out brały udział tylko drużyny z miejsc 8–9.
W pierwszym wariancie zespoły rozegrały ze sobą po dwa spotkania systemem kołowym (mecz u siebie i rewanż na wyjeździe). Do tabeli zostały wliczone wszystkie punkty zdobyte przez poszczególne drużyny w fazie zasadniczej. Pozycja w tabeli po rozegraniu wszystkich meczów decydowała o ostatecznym miejscu w klasyfikacji końcowej, tj. drużyna, która zajęła 1. miejsce w tabeli, zakończyła sezon na 8. miejscu itd. Zespoły, które zajęły miejsca 9-10, spadły do Pre League.
W drugim wariancie rywalizacja toczyła się do trzech zwycięstw ze zmianą gospodarza po każdym meczu. Gospodarzem pierwszego spotkania był zespół, który w fazie zasadniczej zajął wyższe miejsce. Zwycięzca w parze utrzymał się w Volley League, natomiast przegrany spadł do Pre League.

### Kryteria ustalenia pozycji w tabeli
W fazie zasadniczej o kolejności w tabeli decydowały następujące kryteria:
1. liczba punktów (3:0 i 3:1 – 3 punkty dla zwycięzcy, 0 punktów dla przegranego; 3:2 – 2 punkty dla zwycięzcy, 1 punkt dla przegranego; walkower – 3 punkty dla zwycięzcy, -3 punkty dla przegranego),
2. bilans w meczach bezpośrednich pomiędzy zainteresowanymi drużynami w kolejności:
a) liczba zwycięstw,
b) liczba punktów,
c) stosunek setów wygranych do przegranych,
d) stosunek małych punktów zdobytych do straconych,
3. liczba zwycięstw,
4. stosunek setów wygranych do przegranych,
5. stosunek małych punktów zdobytych do straconych,
6. dodatkowy mecz (po rozegraniu wszystkich spotkań danej fazy rozgrywek) lub kolejność alfabetyczna według głównej części nazwy zespołu, np. "Milon", a nie "AONS Milon" (w trakcie trwania danej fazy rozgrywek).

Jeżeli nadal nie dało się ustalić kolejności dla więcej niż dwóch zespołów, wówczas stosowano powyższe kryteria, biorąc pod uwagę wyłącznie bezpośrednie mecze pomiędzy zainteresowanymi drużynami.
W fazie klasyfikacyjnej o miejsca 5-7 oraz w fazie play-out kolejność ustalano według powyższych punktów, uwzględniając wyłącznie mecze rozegrane w danej fazie. Dopiero w przypadku dalszego remisu brano pod uwagę również wyniki z fazy zasadniczej.

## Drużyny uczestniczące
W Volley League w sezonie 2024/2025 uczestniczyło 10 drużyn. Do najwyższej klasy rozgrywkowej dołączyły dwa najlepsze zespoły Pre League w sezonie 2023/2024, tj. AO Fliswos Paleo Faliro Members Paron i OFI.
| Volley League 2024/2025                                                               | Volley League 2024/2025 |                  |
| ------------------------------------------------------------------------------------- | ----------------------- | ---------------- |
| Olympiakos SFP ONEX                                                                   | 1                       | Liga Mistrzów    |
| Panathinaikos AO                                                                      | 2                       | Puchar Challenge |
| AONS Milon                                                                            | 3                       | Puchar CEV       |
| PAOK F&U                                                                              | 4                       | Puchar Challenge |
| AOP Kifisias                                                                          | 5                       | Puchar Challenge |
| Pigasos Polichnis                                                                     | 6                       |                  |
| Atlos Orestiada                                                                       | 7                       |                  |
| AO Foinikas Syros                                                                     | 8                       |                  |
| Awans z Pre League                                                                    |                         |                  |
| AO Fliswos Paleo Faliro Members Paron                                                 | 1                       |                  |
| OFI                                                                                   | 2                       |                  |
| Oznaczenia: - kolumna druga – miejsce zajęte przez daną drużynę w poprzednim sezonie. |                         |                  |

### Awanse i spadki
| Poz. | Spadek z Volley League 2023/2024 |
| ---- | -------------------------------- |
| 9.   | AO Kalamata 80                   |

| Poz. | Awans z Pre League 2023/2024          |
| ---- | ------------------------------------- |
| 1.   | AO Fliswos Paleo Faliro Members Paron |
| 2.   | OFI                                   |

### Zmiany nazw drużyn
| Przed początkiem sezonu         | Przed początkiem sezonu               | Przed początkiem sezonu |
| ------------------------------- | ------------------------------------- | ----------------------- |
| Nazwa klubu w sezonie 2023/2024 | Nazwa klubu w sezonie 2024/2025       | *                       |
| AO Fliswos Paleo Faliro         | AO Fliswos Paleo Faliro Members Paron | [ 11 ]                  |
| Olympiakos SFP                  | Olympiakos SFP ONEX                   | [ 12 ]                  |
| W trakcie sezonu                |                                       |                         |
| Stara nazwa klubu               | Nowa nazwa klubu                      | *                       |
| PAOK (do 22 stycznia 2025)      | PAOK F&U (od 22 stycznia 2025)        | [ 13 ]                  |

## Hale sportowe
| Drużyna                               | Hala sportowa                                                                                               | Miejscowość        | *     |
| ------------------------------------- | --- | ------------------ | ----- |
| Atlos Orestiada                       | Hala sportowa Orestiady «Nikos Samaras» (Κλειστό Γυμναστήριο Ορεστιάδας «Νίκος Σαμαρας»)                    | Orestiada          | [ a ] |
| Atlos Orestiada                       | Hala sportowa «Michalis Paraskiewopulos» (Κλειστό Γυμναστήριο «Μιχάλης Παρασκευόπουλος»)                    | Aleksandropolis    | [ a ] |
| AO Fliswos Paleo Faliro Members Paron | Hala sportowa Gminy Paleo Faliro «Sofia Befon» (Κλειστό Γυμναστήριο Δήμου Παλαιού Φαλήρου «Σοφία Μπεφόν»)   | Paleo Faliro       |       |
| AO Foinikas Syros                     | Centrum Sportowe Gminy Ermupoli «Dimitrios Wikielas» (Αθλητικό Κέντρο Δήμου Ερμούπολης «Δημήτριος Βικέλας») | Ermupoli           |       |
| AOP Kifisias                          | Hala Stadionu Miejskiego «I. Zirinis» (Κλειστό Δημοτικό Στάδιο «Ι. Ζηρίνης»)                                | Kifisia            |       |
| AONS Milon                            | Hala sportowa Milonos «Krisos Persis» (Κλειστό Γήπεδο «Κροίσος Πέρσης»)                                     | Nea Smirni         |       |
| OFI                                   | Centrum Sportowe Wardinojanio (Βαρδινογιάννειο Αθλητικό Κέντρο)                                             | Heraklion          |       |
| Olympiakos SFP ONEX                   | Hala sportowa «Melina Merkuri» (Κλειστό Γυμναστήριο «Μελίνα Μερκούρη»)                                      | Ajos Joanis Rendis |       |
| Panathinaikos AO                      | Hala sportowa w Mets (Κλειστό Γυμναστήριο του Μετς)                                                         | Ateny              |       |
| PAOK F&U                              | Hala sportowa PAOK (Κλειστό Γήπεδο ΠΑΟΚ)                                                                    | Pilea              |       |
| Pigasos Polichnis                     | Hala sportowa «Aleksandros Nikolaidis» (Κλειστό Γυμναστήριο «Αλέξανδρος Νικολαΐδης»)                        | Polichni           |       |
| Źródło:                               | |                    |       |

| Atlos OrestiadaFoinikas SyrosKifisiasMilonOFIOlympiakosPanathinaikos / FliswosPAOKPigasos Polichnis Lokalizacja głównych obiektów sportowych |

## Trenerzy
| Drużyna                               | Trener                | Asystent trenera       | *             |
| ------------------------------------- | --------------------- | ---------------------- | ------------- |
| Atlos Orestiada                       | Panajotis Tsiakmakis  | —                      | [ 16 ] [ 17 ] |
| AO Fliswos Paleo Faliro Members Paron | Kostas Arseniadis     | Jorgos Udzis           | [ 18 ] [ 19 ] |
| AO Foinikas Syros                     | Tanos Terzis          | —                      | [ 20 ] [ 21 ] |
| AOP Kifisias                          | Kostas Christofidelis | Jorgos Stefanu         | [ 22 ] [ 23 ] |
| AONS Milon                            | Sakis Psaras          | Panajotis Jeorgunddzos | [ 24 ] [ 25 ] |
| OFI                                   | Janis Kalmazidis      | Nikos Andoniadis       | [ 26 ] [ 27 ] |
| Olympiakos SFP ONEX                   | Andrea Gardini        | Andonis Wurderis       | [ 28 ] [ 29 ] |
| Panathinaikos AO                      | Dimitris Andreopulos  | Pawlos Karamarudis     | [ 30 ] [ 31 ] |
| PAOK F&U                              | Joško Milenkoski      | Walandis Mamais        | [ 32 ] [ 33 ] |
| Pigasos Polichnis                     | Dejan Vulićević       | Konstandinos Maziotis  | [ 34 ] [ 35 ] |

### Zmiany trenerów
| Klub                                  | Były trener                  | Data odejścia           | Nowy trener                  | Data przyjścia          | *                   |
| ------------------------------------- | ---------------------------- | ----------------------- | ---------------------------- | ----------------------- | ------------------- |
| Przed sezonem                         |                              |                         |                              |                         |                     |
| Atlos Orestiada                       | Cristian Chițigoi            | koniec sezonu 2023/2024 | Jorgos Bakodimos             | przed sezonem 2024/2025 | [ 36 ]              |
| AO Foinikas Syros                     | Čedomir Ilić                 | koniec sezonu 2023/2024 | Nikos Zalmas                 | przed sezonem 2024/2025 | [ 37 ]              |
| OFI                                   | Nikos Andoniadis             | koniec sezonu 2023/2024 | Janis Kalmazidis             | przed sezonem 2024/2025 | [ 38 ] [ b ]        |
| Olympiakos SFP ONEX                   | Daniel Castellani            | koniec sezonu 2023/2024 | Andrea Gardini               | przed sezonem 2024/2025 | [ 39 ]              |
| W trakcie sezonu                      |                              |                         |                              |                         |                     |
| AO Fliswos Paleo Faliro Members Paron | Nikos Neofitos               | 28.11.2024              | Kostas Arseniadis            | 28.11.2024              | [ 40 ] [ 41 ]       |
| AO Foinikas Syros                     | Nikos Zalmas                 | 13.12.2024              | Tanos Terzis                 | 13.12.2024              | [ 42 ] [ 43 ] [ c ] |
| Atlos Orestiada                       | Jorgos Bakodimos             | 28.12.2024              | Panajotis Tsiakmakis         | 31.12.2024              | [ 44 ] [ 45 ] [ d ] |
| Pigasos Polichnis                     | Janis Orfanos                | 21.01.2025              | Konstandinos Maziotis (p.o.) | 21.01.2025              | [ 46 ] [ e ]        |
| Pigasos Polichnis                     | Konstandinos Maziotis (p.o.) | 28.01.2025              | Dejan Vulićević              | 28.01.2025              | [ 47 ] [ f ]        |

## Faza zasadnicza

### Tabela wyników
| Gospodarz \ Gość1                     | OLY | PAN | MIL | PAOK | KIF | PIG | ORE | FOI | FLI | OFI |
| ------------------------------------- | --- | --- | --- | ---- | --- | --- | --- | --- | --- | --- |
| Olympiakos SFP ONEX                   | -   | 2:3 | 3:0 | 2:3  | 3:0 | 3:0 | 3:0 | 0:3 | 3:1 | 3:0 |
| Panathinaikos AO                      | 1:3 | -   | 3:2 | 3:0  | 3:1 | 3:0 | 3:0 | 3:0 | 3:1 | 3:0 |
| AONS Milon                            | 0:3 | 1:3 | -   | 3:1  | 3:1 | 3:0 | 3:0 | 3:0 | 3:2 | 3:0 |
| PAOK F&U                              | 2:3 | 1:3 | 3:0 | -    | 3:0 | 3:1 | 3:1 | 3:2 | 2:3 | 3:2 |
| AOP Kifisias                          | 2:3 | 3:2 | 3:2 | 1:3  | -   | 3:0 | 3:1 | 1:3 | 2:3 | 3:2 |
| Pigasos Polichnis                     | 3:1 | 1:3 | 0:3 | 0:3  | 3:1 | -   | 3:1 | 1:3 | 3:1 | 0:3 |
| Atlos Orestiada                       | 0:3 | 0:3 | 0:3 | 2:3  | 0:3 | 1:3 | -   | 2:3 | 3:0 | 1:3 |
| AO Foinikas Syros                     | 3:1 | 1:3 | 2:3 | 0:3  | 0:3 | 2:3 | 3:0 | -   | 3:0 | 3:1 |
| AO Fliswos Paleo Faliro Members Paron | 3:1 | 3:1 | 1:3 | 3:0  | 1:3 | 3:2 | 3:0 | 2:3 | -   | 3:2 |
| OFI                                   | 1:3 | 0:3 | 3:0 | 3:0  | 0:3 | 3:0 | 3:0 | 2:3 | 3:1 | -   |

Źródło: 
1 Drużyna gospodarzy jest wymieniona po lewej stronie tabeli.
Kolory:
  zwycięstwo gospodarzy 3:0 lub 3:1
  zwycięstwo gospodarzy 3:2
  zwycięstwo gości 3:0 lub 3:1
  zwycięstwo gości 3:2

### Terminarz i wyniki spotkań
| WYNIKI SPOTKAŃ | WYNIKI SPOTKAŃ | WYNIKI SPOTKAŃ                        | WYNIKI SPOTKAŃ                          | WYNIKI SPOTKAŃ                        | WYNIKI SPOTKAŃ                        | WYNIKI SPOTKAŃ | WYNIKI SPOTKAŃ          | WYNIKI SPOTKAŃ |
| Data | Godz.          | Gospodarz                             | Rezultat                                | Gość                                  | Hala sportowa                         | Widzów         | MVP                     | *              |
| --- | -------------- | ------------------------------------- | --------------------------------------- | ------------------------------------- | ------------------------------------- | -------------- | ----------------------- | -------------- |
| 1. KOLEJKA |                |                                       |                                         |                                       |                                       |                |                         |                |
| 26.10.2024 | 19:00          | Pigasos Polichnis                     | 3:1 (25:23, 25:22, 20:25, 25:18)        | Atlos Orestiada                       | Hala «Aleksandros Nikolaidis»         | 130            | Hamish Hazelden         | [ 48 ]         |
| 26.10.2024 | 16:00          | Olympiakos SFP ONEX                   | 3:0 (25:23, 25:22, 25:16)               | AOP Kifisias                          | Hala «Melina Merkuri»                 | 0              | Aleksandar Atanasijević | [ 50 ]         |
| 28.10.2024 | 19:00          | AO Foinikas Syros                     | 2:3 (25:23, 25:22, 22:25, 20:25, 11:15) | AONS Milon                            | Centrum Sportowe «Dimitrios Wikielas» | 300            | Tymofij Połujan         | [ 51 ]         |
| 27.10.2024 | 19:00          | PAOK                                  | 1:3 (21:25, 25:23, 21:25, 14:25)        | Panathinaikos AO                      | Hala PAOK                             | 330            | Atanasis Protopsaltis   | [ 52 ]         |
| 27.10.2024 | 16:00          | AO Fliswos Paleo Faliro Members Paron | 3:2 (29:27, 24:26, 25:20, 13:25, 15:13) | OFI                                   | Hala «Sofia Befon»                    | 200            | Peter Michalovič        | [ 53 ]         |
| 2. KOLEJKA |                |                                       |                                         |                                       |                                       |                |                         |                |
| 3.11.2024 | 17:00          | AONS Milon                            | 3:0 (25:22, 25:18, 25:19)               | Pigasos Polichnis                     | Hala «Krisos Persis»                  | 250            | Kyle Russell            | [ 54 ]         |
| 2.11.2024 | 21:00          | Atlos Orestiada                       | 3:0 (25:20, 26:24, 25:23)               | AO Fliswos Paleo Faliro Members Paron | Hala «Nikos Samaras»                  | bd.            | Angelos Mandilaris      | [ 55 ]         |
| 3.11.2024 | 18:00          | OFI                                   | 3:0 (25:19, 25:21, 25:16)               | PAOK                                  | Centrum Sportowe Wardinojanio         | 400            | Matej Mihajlović        | [ 56 ]         |
| 2.11.2024 | 19:00          | Panathinaikos AO                      | 1:3 (23:25, 25:23, 28:30, 21:25)        | Olympiakos SFP ONEX                   | Hala w Mets                           | 900            | John Perrin             | [ 57 ]         |
| 2.11.2024 | 17:00          | AOP Kifisias                          | 1:3 (22:25, 25:20, 20:25, 21:25)        | AO Foinikas Syros                     | Hala «Zirinis»                        | 200            | Tasos Aspiotis          | [ 58 ]         |
| 3. KOLEJKA |                |                                       |                                         |                                       |                                       |                |                         |                |
| 9.11.2024 | 20:00          | AO Fliswos Paleo Faliro Members Paron | 1:3 (22:25, 17:25, 25:23, 19:25)        | AONS Milon                            | Hala «Sofia Befon»                    | 150            | Friksos Kotsakis        | [ 59 ]         |
| 9.11.2024 | 18:00          | PAOK                                  | 3:1 (25:23, 20:25, 25:23, 25:21)        | Atlos Orestiada                       | Hala PAOK                             | 150            | Leonardo Nascimento     | [ 60 ]         |
| 9.11.2024 | 15:00          | Olympiakos SFP ONEX                   | 3:0 (25:21, 25:17, 25:22)               | OFI                                   | Hala «Melina Merkuri»                 | 0              | Dragan Travica          | [ 61 ]         |
| 9.11.2024 | 19:00          | AOP Kifisias                          | 3:2 (25:21, 25:20, 28:30, 18:25, 19:17) | Panathinaikos AO                      | Hala «Zirinis»                        | 150            | Stefan Okošanović       | [ 62 ]         |
| 10.11.2024 | 17:00          | AO Foinikas Syros                     | 2:3 (15:25, 25:20, 25:16, 18:25, 8:15)  | Pigasos Polichnis                     | Centrum Sportowe «Dimitrios Wikielas» | 420            | Mikkel Hoff             | [ 63 ]         |
| 4. KOLEJKA |                |                                       |                                         |                                       |                                       |                |                         |                |
| 16.11.2024 | 19:00          | AONS Milon                            | 3:1 (25:22, 24:26, 25:23, 25:18)        | PAOK                                  | Hala «Krisos Persis»                  | 500            | Kyle Russell            | [ 64 ]         |
| 16.11.2024 | 16:30          | Panathinaikos AO                      | 3:0 (25:10, 25:15, 25:17)               | AO Foinikas Syros                     | Hala w Mets                           | 140            | Rasmus Nielsen          | [ 65 ]         |
| 16.11.2024 | 18:00          | Atlos Orestiada                       | 0:3 (15:25, 23:25, 19:25)               | Olympiakos SFP ONEX                   | Hala «Nikos Samaras»                  | 700            | Anestis Dalakuras       | [ 66 ]         |
| 17.11.2024 | 17:00          | OFI                                   | 0:3 (17:25, 19:25, 18:25)               | AOP Kifisias                          | Centrum Sportowe Wardinojanio         | bd.            | Lucas Rangel            | [ 67 ]         |
| 17.11.2024 | 18:00          | Pigasos Polichnis                     | 3:1 (25:22, 25:17, 19:25, 25:22)        | AO Fliswos Paleo Faliro Members Paron | Hala «Aleksandros Nikolaidis»         | 180            | Leon Meier              | [ 68 ]         |
| 5. KOLEJKA |                |                                       |                                         |                                       |                                       |                |                         |                |
| 23.11.2024 | 19:00          | Olympiakos SFP ONEX                   | 3:0 (25:22, 25:18, 25:21)               | AONS Milon                            | Hala «Melina Merkuri»                 | 35             | Dragan Travica          | [ 69 ]         |
| 23.11.2024 | 17:00          | Panathinaikos AO                      | 3:0 (25:20, 25:19, 25:21)               | OFI                                   | Hala w Mets                           | 200            | Jonas Kvalen            | [ 70 ]         |
| 23.11.2024 | 21:00          | AOP Kifisias                          | 3:1 (25:19, 25:21, 22:25, 26:24)        | Atlos Orestiada                       | Hala «Zirinis»                        | 200            | Georgi Petrow           | [ 71 ]         |
| 24.11.2024 | 17:00          | AO Foinikas Syros                     | 3:0 (25:20, 25:14, 25:17)               | AO Fliswos Paleo Faliro Members Paron | Centrum Sportowe «Dimitrios Wikielas» | 200            | Kostas Kapetanidis      | [ 72 ]         |
| 25.11.2024 | 19:00          | PAOK                                  | 3:1 (25:14, 25:20, 23:25, 25:18)        | Pigasos Polichnis                     | Hala PAOK                             | 120            | Menelaos Kokinakis      | [ 73 ]         |
| 6. KOLEJKA |                |                                       |                                         |                                       |                                       |                |                         |                |
| 30.11.2024 | 20:30          | AONS Milon                            | 3:1 (25:20, 20:25, 25:14, 25:19)        | AOP Kifisias                          | Hala «Krisos Persis»                  | 200            | Tymofij Połujan         | [ 74 ]         |
| 30.11.2024 | 19:00          | Atlos Orestiada                       | 0:3 (21:25, 15:25, 19:25)               | Panathinaikos AO                      | Hala «Nikos Samaras»                  | 600            | Patrick Gasman          | [ 75 ]         |
| 1.12.2024 | 17:30          | Pigasos Polichnis                     | 3:1 (25:15, 30:32, 25:15, 25:16)        | Olympiakos SFP ONEX                   | Hala «Aleksandros Nikolaidis»         | 100            | Apostolos Armenakis     | [ 76 ]         |
| 1.12.2024 | 17:00          | AO Fliswos Paleo Faliro Members Paron | 3:0 (25:22, 25:21, 25:17)               | PAOK                                  | Hala «Sofia Befon»                    | 160            | Nikola Mijailović       | [ 77 ]         |
| 1.12.2024 | 15:00          | OFI                                   | 2:3 (25:20, 22:25, 25:21, 17:25, 10:15) | AO Foinikas Syros                     | Centrum Sportowe Wardinojanio         | 80             | Wangelis Waiopulos      | [ 78 ]         |
| 7. KOLEJKA |                |                                       |                                         |                                       |                                       |                |                         |                |
| 7.12.2024 | 21:00          | Panathinaikos AO                      | 3:2 (25:17, 21:25, 25:19, 23:25, 15:9)  | AONS Milon                            | Hala w Mets                           | 150            | Patrick Gasman          | [ 79 ]         |
| 7.12.2024 | 15:30          | Olympiakos SFP ONEX                   | 3:1 (25:15, 22:25, 25:15, 26:24)        | AO Fliswos Paleo Faliro Members Paron | Hala «Melina Merkuri»                 | 100            | Aleksandar Atanasijević | [ 80 ]         |
| 7.12.2024 | 17:00          | OFI                                   | 3:0 (25:14, 25:20, 25:11)               | Atlos Orestiada                       | Centrum Sportowe Wardinojanio         | 130            | Peetu Mäkinen           | [ 81 ]         |
| 7.12.2024 | 19:00          | AO Foinikas Syros                     | 0:3 (16:25, 26:28, 23:25)               | PAOK                                  | Centrum Sportowe «Dimitrios Wikielas» | 450            | Dimitris Muchlias       | [ 82 ]         |
| 8.12.2024 | 18:00          | AOP Kifisias                          | 3:0 (25:16, 25:23, 28:26)               | Pigasos Polichnis                     | Hala «Zirinis»                        | 150            | Dimitris Komitudis      | [ 83 ]         |
| 8. KOLEJKA |                |                                       |                                         |                                       |                                       |                |                         |                |
| 14.12.2024 | 16:30          | PAOK                                  | 2:3 (20:25, 17:25, 25:20, 25:19, 12:15) | Olympiakos SFP ONEX                   | Hala PAOK                             | 300            | Mitar Dzurits           | [ 84 ]         |
| 14.12.2024 | 18:00          | Pigasos Polichnis                     | 1:3 (27:25, 22:25, 14:25, 25:27)        | Panathinaikos AO                      | Hala «Aleksandros Nikolaidis»         | 280            | Stawros Kasambalis      | [ 85 ]         |
| 14.12.2024 | 17:00          | AONS Milon                            | 3:0 (25:15, 27:25, 28:26)               | OFI                                   | Hala «Krisos Persis»                  | 150            | Wataru Taniguchi        | [ 86 ]         |
| 15.12.2024 | 18:00          | Atlos Orestiada                       | 2:3 (19:25, 20:25, 26:24, 25:20, 12:15) | AO Foinikas Syros                     | Hala «Nikos Samaras»                  | 150            | Ricardo Alexandre       | [ 87 ]         |
| 15.12.2024 | 19:00          | AO Fliswos Paleo Faliro Members Paron | 1:3 (19:25, 21:25, 25:23, 21:25)        | AOP Kifisias                          | Hala «Sofia Befon»                    | 105            | Stefan Okošanović       | [ 88 ]         |
| 9. KOLEJKA |                |                                       |                                         |                                       |                                       |                |                         |                |
| 21.12.2024 | 18:00          | Atlos Orestiada                       | 0:3 (17:25, 17:25, 21:25)               | AONS Milon                            | Hala «Michalis Paraskiewopulos»       | 200            | Ryu Yamamoto            | [ 89 ]         |
| 21.12.2024 | 16:00          | OFI                                   | 3:0 (25:20, 25:15, 25:19)               | Pigasos Polichnis                     | Centrum Sportowe Wardinojanio         | 70             | Marin Lescov            | [ 90 ]         |
| 21.12.2024 | 19:00          | AOP Kifisias                          | 1:3 (19:25, 30:32, 25:21, 21:25)        | PAOK                                  | Hala «Zirinis»                        | 200            | Nikołaj Kolew           | [ 91 ]         |
| 22.12.2024 | 15:00          | Panathinaikos AO                      | 3:1 (25:17, 21:25, 31:29, 25:12)        | AO Fliswos Paleo Faliro Members Paron | Hala w Mets                           | 20             | Atanasis Protopsaltis   | [ 92 ]         |
| 22.12.2024 | 18:00          | AO Foinikas Syros                     | 3:1 (28:26, 20:25, 25:22, 25:23)        | Olympiakos SFP ONEX                   | Centrum Sportowe «Dimitrios Wikielas» | 260            | Edvīns Skrūders         | [ 93 ]         |
| 10. KOLEJKA |                |                                       |                                         |                                       |                                       |                |                         |                |
| 4.01.2025 | 17:30          | OFI                                   | 3:1 (25:20, 25:23, 23:25, 25:17)        | AO Fliswos Paleo Faliro Members Paron | Centrum Sportowe Wardinojanio         | 150            | Matej Mihajlović        | [ 94 ]         |
| 4.01.2025 | 19:00          | AOP Kifisias                          | 2:3 (17:25, 25:21, 25:20, 24:26, 11:15) | Olympiakos SFP ONEX                   | Hala «Zirinis»                        | 350            | Mitar Dzurits           | [ 95 ]         |
| 5.01.2025 | 19:00          | Atlos Orestiada                       | 1:3 (20:25, 25:19, 25:27, 17:25)        | Pigasos Polichnis                     | Hala «Michalis Paraskiewopulos»       | 150            | Tasos Gatsis            | [ 96 ]         |
| 5.01.2025 | 19:00          | Panathinaikos AO                      | 3:0 (25:16, 25:21, 26:24)               | PAOK                                  | Hala w Mets                           | 200            | Maxwell Elgert          | [ 97 ]         |
| 5.01.2025 | 20:30          | AONS Milon                            | 3:0 (25:21, 25:16, 25:15)               | AO Foinikas Syros                     | Hala «Krisos Persis»                  | 450            | Aleksandros Nanopulos   | [ 98 ]         |
| 11. KOLEJKA |                |                                       |                                         |                                       |                                       |                |                         |                |
| 11.01.2025 | 18:00          | Pigasos Polichnis                     | 0:3 (24:26, 30:32, 21:25)               | AONS Milon                            | Hala «Aleksandros Nikolaidis»         | 130            | Kyle Russell            | [ 99 ]         |
| 11.01.2025 | 20:30          | AO Fliswos Paleo Faliro Members Paron | 3:0 (25:13, 25:23, 25:17)               | Atlos Orestiada                       | Hala «Sofia Befon»                    | 100            | Nikola Mijailović       | [ 100 ]        |
| 11.01.2025 | 17:00          | Olympiakos SFP ONEX                   | 2:3 (25:22, 23:25, 21:25, 25:19, 13:15) | Panathinaikos AO                      | Hala «Melina Merkuri»                 | 1500           | Patrick Gasman          | [ 101 ]        |
| 12.01.2025 | 17:00          | PAOK                                  | 3:2 (21:25, 25:21, 21:25, 28:26, 15:11) | OFI                                   | Hala PAOK                             | 110            | Aleksiej Łobyzienko     | [ 102 ]        |
| 12.01.2025 | 18:00          | AO Foinikas Syros                     | 0:3 (24:26, 24:26, 21:25)               | AOP Kifisias                          | Centrum Sportowe «Dimitrios Wikielas» | 280            | Spiros Weludis          | [ 103 ]        |
| 12. KOLEJKA |                |                                       |                                         |                                       |                                       |                |                         |                |
| 18.01.2025 | 19:00          | AONS Milon                            | 3:2 (32:30, 23:25, 31:29, 17:25, 15:12) | AO Fliswos Paleo Faliro Members Paron | Hala «Krisos Persis»                  | 200            | Tymofij Połujan         | [ 104 ]        |
| 18.01.2025 | 17:00          | Pigasos Polichnis                     | 1:3 (25:23, 19:25, 20:25, 21:25)        | AO Foinikas Syros                     | Hala «Aleksandros Nikolaidis»         | 130            | Maycon Moreira          | [ 105 ]        |
| 19.01.2025 | 16:00          | Panathinaikos AO                      | 3:1 (25:21, 21:25, 25:19, 25:16)        | AOP Kifisias                          | Hala w Mets                           | 200            | Patrick Gasman          | [ 106 ]        |
| 19.01.2025 | 18:00          | Atlos Orestiada                       | 2:3 (25:21, 18:25, 25:17, 14:25, 11:15) | PAOK                                  | Hala «Nikos Samaras»                  | 900            | Aleksandar Ljaftow      | [ 107 ]        |
| 19.01.2025 | 17:00          | OFI                                   | 1:3 (24:26, 18:25, 25:21, 16:25)        | Olympiakos SFP ONEX                   | Centrum Sportowe Wardinojanio         | 400            | Dragan Travica          | [ 108 ]        |
| 13. KOLEJKA |                |                                       |                                         |                                       |                                       |                |                         |                |
| 24.01.2025 | 18:00          | PAOK F&U                              | 3:0 (25:17, 25:16, 26:24)               | AONS Milon                            | Hala PAOK                             | 120            | Markos Galiotos         | [ 109 ]        |
| 25.01.2025 | 15:30          | Olympiakos SFP ONEX                   | 3:0 (25:17, 25:11, 26:24)               | Atlos Orestiada                       | Hala «Melina Merkuri»                 | 100            | Nemanja Mašulović       | [ 110 ]        |
| 25.01.2025 | 19:00          | AO Fliswos Paleo Faliro Members Paron | 3:2 (25:18, 15:25, 25:20, 21:25, 20:18) | Pigasos Polichnis                     | Hala «Sofia Befon»                    | 200            | Alberto Torres          | [ 111 ]        |
| 26.01.2025 | 17:00          | AOP Kifisias                          | 3:2 (26:24, 21:25, 25:19, 16:25, 15:12) | OFI                                   | Hala «Zirinis»                        | 100            | Georgi Petrow           | [ 112 ]        |
| 26.01.2025 | 18:00          | AO Foinikas Syros                     | 1:3 (21:25, 14:25, 25:23, 18:25)        | Panathinaikos AO                      | Centrum Sportowe «Dimitrios Wikielas» | 300            | Atanasis Protopsaltis   | [ 113 ]        |
| 14. KOLEJKA |                |                                       |                                         |                                       |                                       |                |                         |                |
| 1.02.2025 | 19:00          | AONS Milon                            | 0:3 (28:30, 20:25, 17:25)               | Olympiakos SFP ONEX                   | Hala «Krisos Persis»                  | 900            | John Perrin             | [ 114 ]        |
| 1.02.2025 | 16:00          | Atlos Orestiada                       | 0:3 (25:27, 22:25, 21:25)               | AOP Kifisias                          | Hala «Nikos Samaras»                  | 100            | Stefan Okošanović       | [ 115 ]        |
| 2.02.2025 | 17:00          | OFI                                   | 0:3 (21:25, 26:28, 21:25)               | Panathinaikos AO                      | Centrum Sportowe Wardinojanio         | bd.            | Aris Chandrinos         | [ 116 ]        |
| 2.02.2025 | 18:00          | AO Fliswos Paleo Faliro Members Paron | 2:3 (25:23, 22:25, 23:25, 25:21, 11:15) | AO Foinikas Syros                     | Hala «Sofia Befon»                    | 100            | Boris Buša              | [ 117 ]        |
| 2.02.2025 | 18:00          | Pigasos Polichnis                     | 0:3 (18:25, 14:25, 21:25)               | PAOK F&U                              | Hala «Aleksandros Nikolaidis»         | 150            | Dimitris Muchlias       | [ 118 ]        |
| 15. KOLEJKA |                |                                       |                                         |                                       |                                       |                |                         |                |
| 8.02.2025 | 19:00          | AOP Kifisias                          | 3:2 (23:25, 22:25, 30:28, 26:24, 15:13) | AONS Milon                            | Hala «Zirinis»                        | 230            | Aleksandar Andonović    | [ 119 ]        |
| 8.02.2025 | 18:00          | Olympiakos SFP ONEX                   | 3:0 (25:22, 25:20, 25:21)               | Pigasos Polichnis                     | Hala «Melina Merkuri»                 | 78             | Alen Pajenk             | [ 120 ]        |
| 9.02.2025 | 17:00          | PAOK F&U                              | 2:3 (25:15, 23:25, 25:14, 16:25, 12:15) | AO Fliswos Paleo Faliro Members Paron | Hala PAOK                             | 70             | Hermans Egleskalns      | [ 121 ]        |
| 9.02.2025 | 16:00          | Panathinaikos AO                      | 3:0 (25:21, 25:14, 25:20)               | Atlos Orestiada                       | Hala w Mets                           | 100            | Jorgos Petreas          | [ 122 ]        |
| 9.02.2025 | 18:00          | AO Foinikas Syros                     | 3:1 (25:23, 26:24, 24:26, 25:16)        | OFI                                   | Centrum Sportowe «Dimitrios Wikielas» | 230            | Andonis Burakis         | [ 123 ]        |
| 16. KOLEJKA |                |                                       |                                         |                                       |                                       |                |                         |                |
| 15.02.2025 | 19:00          | AONS Milon                            | 1:3 (25:21, 22:25, 24:26, 20:25)        | Panathinaikos AO                      | Hala «Krisos Persis»                  | 400            | Rasmus Nielsen          | [ 124 ]        |
| 15.02.2025 | 18:00          | Pigasos Polichnis                     | 3:1 (20:25, 25:17, 25:15, 26:24)        | AOP Kifisias                          | Hala «Aleksandros Nikolaidis»         | 140            | Bojan Jordanow          | [ 125 ]        |
| 16.02.2025 | 19:00          | AO Fliswos Paleo Faliro Members Paron | 3:1 (25:23, 22:25, 25:17, 25:18)        | Olympiakos SFP ONEX                   | Hala «Sofia Befon»                    | 120            | Alberto Torres          | [ 126 ]        |
| 16.02.2025 | 16:00          | Atlos Orestiada                       | 1:3 (20:25, 16:25, 25:22, 16:25)        | OFI                                   | Hala «Nikos Samaras»                  | 100            | Matej Mihajlović        | [ 127 ]        |
| 16.02.2025 | 18:00          | PAOK F&U                              | 3:2 (21:25, 23:25, 25:15, 28:26, 15:10) | AO Foinikas Syros                     | Hala PAOK                             | 170            | Aleksandar Ljaftow      | [ 128 ]        |
| 17. KOLEJKA |                |                                       |                                         |                                       |                                       |                |                         |                |
| 22.02.2025 | 19:00          | AOP Kifisias                          | 2:3 (24:26, 25:20, 20:25, 25:23, 11:15) | AO Fliswos Paleo Faliro Members Paron | Hala «Zirinis»                        | 200            | Nikos Meles             | [ 129 ]        |
| 22.02.2025 | 19:00          | Olympiakos SFP ONEX                   | 2:3 (22:25, 21:25, 25:22, 37:35, 10:15) | PAOK F&U                              | Hala «Melina Merkuri»                 | 250            | Milan Katić             | [ 130 ]        |
| 23.02.2025 | 15:30          | Panathinaikos AO                      | 3:0 (25:19, 25:17, 25:16)               | Pigasos Polichnis                     | Hala w Mets                           | 150            | Andreas Frangos         | [ 131 ]        |
| 23.02.2025 | 17:00          | OFI                                   | 3:0 (25:18, 25:20, 25:13)               | AONS Milon                            | Centrum Sportowe Wardinojanio         | 150            | Andreas Andreadis       | [ 132 ]        |
| 23.02.2025 | 18:00          | AO Foinikas Syros                     | 3:0 (25:17, 25:20, 25:11)               | Atlos Orestiada                       | Centrum Sportowe «Dimitrios Wikielas» | 200            | Boris Buša              | [ 133 ]        |
| 18. KOLEJKA |                |                                       |                                         |                                       |                                       |                |                         |                |
| 2.03.2025 | 21:00          | AONS Milon                            | 3:0 (25:22, 25:19, 25:18)               | Atlos Orestiada                       | Hala «Krisos Persis»                  | 120            | Dimostenis Linardos     | [ 134 ]        |
| 2.03.2025 | 17:00          | Pigasos Polichnis                     | 0:3 (21:25, 23:25, 20:25)               | OFI                                   | Hala «Aleksandros Nikolaidis»         | 150            | Jorgos Michelakis       | [ 135 ]        |
| 2.03.2025 | 17:00          | AO Fliswos Paleo Faliro Members Paron | 3:1 (25:21, 25:23, 21:25, 25:22)        | Panathinaikos AO                      | Hala «Sofia Befon»                    | 200            | Andrija Vilimanović     | [ 136 ]        |
| 2.03.2025 | 21:00          | PAOK F&U                              | 3:0 (25:19, 25:19, 25:21)               | AOP Kifisias                          | Hala PAOK                             | 250            | Aleksandar Ljaftow      | [ 137 ]        |
| 2.03.2025 | 21:00          | Olympiakos SFP ONEX                   | 0:3 (18:25, 20:25, 16:25)               | AO Foinikas Syros                     | Hala «Melina Merkuri»                 | 100            | Kostas Kapetanidis      | [ 138 ]        |
| Godziny do 27 października 2024 roku podane są według strefy czasowej UTC+3, a od 27 października 2024 roku według strefy czasowej UTC+2. Źródło: |                |                                       |                                         |                                       |                                       |                |                         |                |

### Tabela
| Lp.                                                                           | Drużyna                               | Pkt | Mecze | Mecze | Mecze | Rodzaj wyniku | Rodzaj wyniku | Rodzaj wyniku | Rodzaj wyniku | Rodzaj wyniku | Rodzaj wyniku | Sety | Sety | Sety  | Małe punkty | Małe punkty | Małe punkty |
| Lp.                                                                           | Drużyna                               | Pkt | M     | W     | P     | 3:0           | 3:1           | 3:2           | 2:3           | 1:3           | 0:3           | wyg. | prz. | stos. | zdob.       | str.        | stos.       |
| ----------------------------------------------------------------------------- | ------------------------------------- | --- | ----- | ----- | ----- | ------------- | ------------- | ------------- | ------------- | ------------- | ------------- | ---- | ---- | ----- | ----------- | ----------- | ----------- |
| 1                                                                             | Panathinaikos AO                      | 44  | 18    | 15    | 3     | 7             | 6             | 2             | 1             | 2             | 0             | 49   | 19   | 2.58  | 1638        | 1411        | 1.16        |
| 2                                                                             | Olympiakos SFP ONEX                   | 36  | 18    | 12    | 6     | 7             | 3             | 2             | 2             | 3             | 1             | 43   | 25   | 1.72  | 1573        | 1482        | 1.06        |
| 3                                                                             | AONS Milon                            | 33  | 18    | 11    | 7     | 6             | 3             | 2             | 2             | 1             | 4             | 38   | 28   | 1.36  | 1518        | 1468        | 1.03        |
| 4                                                                             | PAOK F&U                              | 31  | 18    | 11    | 7     | 4             | 3             | 4             | 2             | 2             | 3             | 39   | 32   | 1.22  | 1594        | 1536        | 1.04        |
| 5                                                                             | AO Foinikas Syros                     | 30  | 18    | 10    | 8     | 3             | 4             | 3             | 3             | 1             | 4             | 37   | 34   | 1.09  | 1541        | 1544        | 1           |
| 6                                                                             | AOP Kifisias                          | 26  | 18    | 9     | 9     | 4             | 2             | 3             | 2             | 5             | 2             | 36   | 35   | 1.03  | 1587        | 1615        | 0.98        |
| 7                                                                             | OFI                                   | 25  | 18    | 7     | 11    | 5             | 2             | 0             | 4             | 2             | 5             | 31   | 35   | 0.89  | 1473        | 1437        | 1.03        |
| 8                                                                             | AO Fliswos Paleo Faliro Members Paron | 22  | 18    | 8     | 10    | 2             | 2             | 4             | 2             | 6             | 2             | 34   | 40   | 0.85  | 1605        | 1676        | 0.96        |
| 9                                                                             | Pigasos Polichnis                     | 18  | 18    | 6     | 12    | 0             | 5             | 1             | 1             | 3             | 8             | 23   | 43   | 0.53  | 1428        | 1526        | 0.94        |
| 10                                                                            | Atlos Orestiada                       | 5   | 18    | 1     | 17    | 1             | 0             | 0             | 2             | 5             | 10            | 12   | 51   | 0.24  | 1251        | 1513        | 0.83        |
| Legenda: faza play-off mecze o miejsca 5-7 faza play-out spadek do Pre League |                                       |     |       |       |       |               |               |               |               |               |               |      |      |       |             |             |             |

Źródło: 
Punktacja: 3:0 i 3:1 – 3 pkt; 3:2 – 2 pkt; 2:3 – 1 pkt; 1:3 i 0:3 – 0 pkt
Zasady ustalania kolejności: zob. sekcję powyżej

## Faza play-off
Godziny do 30 marca 2025 roku są podane według strefy czasowej UTC+2, a od 30 marca 2025 roku – według strefy czasowej UTC+3.

### Drabinka
|  |           |                     |           |                     |           |           |           |   |   |                  |        |        |        |        |        |        |
|  | Półfinały | Półfinały           | Półfinały | Półfinały           | Półfinały | Półfinały | Półfinały |   |   | Finały           | Finały | Finały | Finały | Finały | Finały | Finały |
|  | Półfinały | Półfinały           | Półfinały | Półfinały           | Półfinały | Półfinały | Półfinały |   |   | Finały           | Finały | Finały | Finały | Finały | Finały | Finały |
|  |           |                     |           |                     |           |           |           |   |   |                  |        |        |        |        |        |        |
|  |           |                     |           |                     |           |           |           |   |   |                  |        |        |        |        |        |        |
|  | 1         | Panathinaikos AO    | 3         | 0                   | 3         | 3         |           |   |   |                  |        |        |        |        |        |        |
|  | 1         | Panathinaikos AO    | 3         | 0                   | 3         | 3         |           |   |   |                  |        |        |        |        |        |        |
|  | 4         | PAOK F&U            | 0         | 3                   | 2         | 1         |           |   |   |                  |        |        |        |        |        |        |
|  | 4         | PAOK F&U            | 0         | 3                   | 2         | 1         |           |   | 1 | Panathinaikos AO | 3      | 3      | 3      |        |        |        |
|  |           |                     |           |                     |           |           |           |   | 1 | Panathinaikos AO | 3      | 3      | 3      |        |        |        |
|  |           |                     | 2         | Olympiakos SFP ONEX | 1         | 2         | 2         |   |   |                  |        |        |        |        |        |        |
|  | 2         | Olympiakos SFP ONEX | 2         | Olympiakos SFP ONEX | 1         | 2         | 2         | 3 | 0 | 3                | 0      | 3      |        |        |        |        |
|  | 2         | Olympiakos SFP ONEX |           |                     |           |           |           |   |   |                  |        | 3      |        |        |        |        |
|  | 3         | AONS Milon          | 0         | 3                   | 0         | 3         | 0         |   |   |                  |        |        |        |        |        |        |
|  | 3         | AONS Milon          | 0         | 3                   | 0         | 3         | 0         |   |   |                  |        |        |        |        |        |        |
|  |           |                     |           |                     |           |           |           |   |   |                  |        |        |        |        |        |        |

### Półfinały
Format: do trzech zwycięstw
| Data                    | Godz.                   | Gospodarz               | Rezultat                               | Gość                | Hala sportowa         | Widzów         | MVP                     | *               |
| ----------------------- | ----------------------- | ----------------------- | -------------------------------------- | ------------------- | --------------------- | -------------- | ----------------------- | --------------- |
| Panathinaikos AO (1)    | Panathinaikos AO (1)    | Panathinaikos AO (1)    | 3 – 1                                  | (4) PAOK F&U        | (4) PAOK F&U          | (4) PAOK F&U   | (4) PAOK F&U            | (4) PAOK F&U    |
| 9.03.2025               | 17:00                   | Panathinaikos AO        | 3:0 (25:23, 27:25, 25:14)              | PAOK F&U            | Hala w Mets           | 300            | Maxwell Elgert          | [ 142 ] [ 143 ] |
| 16.03.2025              | 19:00                   | PAOK F&U                | 3:0 (25:11, 25:19, 25:22)              | Panathinaikos AO    | Hala PAOK             | 900            | Milan Katić             | [ 144 ] [ 145 ] |
| 23.03.2025              | 19:30                   | Panathinaikos AO        | 3:2 (19:25, 21:25, 25:21, 25:23, 15:9) | PAOK F&U            | Hala w Mets           | 1000           | Maarten van Garderen    | [ 146 ] [ 147 ] |
| 5.04.2025               | 19:00                   | PAOK F&U                | 1:3 (21:25, 24:26, 25:23, 12:25)       | Panathinaikos AO    | Hala PAOK             | 1200           | Rasmus Nielsen          | [ 148 ] [ 149 ] |
| Olympiakos SFP ONEX (2) | Olympiakos SFP ONEX (2) | Olympiakos SFP ONEX (2) | 3 – 2                                  | (3) AONS Milon      | (3) AONS Milon        | (3) AONS Milon | (3) AONS Milon          | (3) AONS Milon  |
| 8.03.2025               | 17:00                   | Olympiakos SFP ONEX     | 3:0 (25:23, 25:22, 25:17)              | AONS Milon          | Hala «Melina Merkuri» | 150            | Apostolos Armenakis     | [ 150 ] [ 151 ] |
| 15.03.2025              | 16:30                   | AONS Milon              | 3:0 (25:20, 25:18, 25:21)              | Olympiakos SFP ONEX | Hala «Krisos Persis»  | 300            | Ryu Yamamoto            | [ 152 ] [ 153 ] |
| 23.03.2025              | 15:00                   | Olympiakos SFP ONEX     | 3:0 (25:22, 25:21, 25:22)              | AONS Milon          | Hala «Melina Merkuri» | 200            | Aleksandar Atanasijević | [ 154 ] [ 155 ] |
| 5.04.2025               | 20:30                   | AONS Milon              | 3:0 (25:20, 25:23, 25:21)              | Olympiakos SFP ONEX | Hala «Krisos Persis»  | 300            | Aleksandros Nanopulos   | [ 156 ] [ 157 ] |
| 12.04.2025              | 19:00                   | Olympiakos SFP ONEX     | 3:0 (25:17, 25:17, 25:21)              | AONS Milon          | Hala «Melina Merkuri» | 1200           | Aleksandar Atanasijević | [ 158 ] [ 2 ]   |
| Źródło:                 |                         |                         |                                        |                     |                       |                |                         |                 |

### Finały
Format: do trzech zwycięstw
| Data                 | Godz.                | Gospodarz            | Rezultat                                | Gość                    | Hala sportowa           | Widzów                  | MVP                     | *                       |
| -------------------- | -------------------- | -------------------- | --------------------------------------- | ----------------------- | ----------------------- | ----------------------- | ----------------------- | ----------------------- |
| Panathinaikos AO (1) | Panathinaikos AO (1) | Panathinaikos AO (1) | 3 – 0                                   | (2) Olympiakos SFP ONEX | (2) Olympiakos SFP ONEX | (2) Olympiakos SFP ONEX | (2) Olympiakos SFP ONEX | (2) Olympiakos SFP ONEX |
| 23.04.2025           | 19:00                | Panathinaikos AO     | 3:1 (25:17, 25:20, 16:25, 25:21)        | Olympiakos SFP ONEX     | Hala w Mets             | 1000                    | Atanasis Protopsaltis   | [ 159 ] [ 160 ]         |
| 30.04.2025           | 19:00                | Olympiakos SFP ONEX  | 2:3 (25:22, 25:19, 20:25, 20:25, 14:16) | Panathinaikos AO        | Hala «Melina Merkuri»   | 1600                    | Maarten van Garderen    | [ 161 ] [ 162 ]         |
| 7.05.2025            | 19:00                | Panathinaikos AO     | 3:2 (25:23, 23:25, 25:27, 25:21, 17:15) | Olympiakos SFP ONEX     | Hala w Mets             | 1000                    | Rasmus Nielsen          | [ 163 ] [ 1 ]           |
| Źródło:              |                      |                      |                                         |                         |                         |                         |                         |                         |

## Mecze o miejsca 5-7

### Tabela wyników
| Gospodarz \ Gość1 | FOI | KIF | OFI |
| ----------------- | --- | --- | --- |
| AO Foinikas Syros | -   | 3:2 | 0:3 |
| AOP Kifisias      | 1:3 | -   | 3:2 |
| OFI               | 3:2 | 3:1 | -   |

Źródło: 
1 Drużyna gospodarzy jest wymieniona po lewej stronie tabeli.
Kolory:
  zwycięstwo gospodarzy 3:0 lub 3:1
  zwycięstwo gospodarzy 3:2
  zwycięstwo gości 3:0 lub 3:1
  zwycięstwo gości 3:2

### Terminarz i wyniki spotkań
| Data | Godz. | Gospodarz         | Rezultat                                | Gość              | Hala sportowa                         | Widzów | MVP                  | *               |
| --- | ----- | ----------------- | --------------------------------------- | ----------------- | ------------------------------------- | ------ | -------------------- | --------------- |
| 9.03.2025 | 17:00 | OFI               | 3:2 (25:27, 25:23, 21:25, 25:19, 15:13) | AO Foinikas Syros | Centrum Sportowe Wardinojanio         | 150    | Peetu Mäkinen        | [ 164 ] [ 165 ] |
| 16.03.2025 | 18:00 | AO Foinikas Syros | 3:2 (18:25, 18:25, 32:30, 25:20, 15:11) | AOP Kifisias      | Centrum Sportowe «Dimitrios Wikielas» | 108    | Samuel Jeanlys       | [ 166 ] [ 167 ] |
| 23.03.2025 | 17:00 | AOP Kifisias      | 3:2 (25:23, 25:20, 23:25, 21:25, 15:9)  | OFI               | Hala «Zirinis»                        | 100    | Andonis Spiliotis    | [ 168 ] [ 169 ] |
| 6.04.2025 | 18:00 | AO Foinikas Syros | 0:3 (21:25, 26:28, 16:25)               | OFI               | Centrum Sportowe «Dimitrios Wikielas» | 165    | Peetu Mäkinen        | [ 170 ] [ 171 ] |
| 13.04.2025 | 19:00 | AOP Kifisias      | 1:3 (22:25, 17:25, 25:22, 28:30)        | AO Foinikas Syros | Hala «Zirinis»                        | 200    | Teodanis Rusopulos   | [ 172 ] [ 173 ] |
| 27.04.2025 | 17:00 | OFI               | 3:1 (25:19, 21:25, 25:22, 25:21)        | AOP Kifisias      | Centrum Sportowe Wardinojanio         | 150    | Jewgienij Sklarienko | [ 174 ] [ 175 ] |
| Godziny do 30 marca 2025 roku są podane według strefy czasowej UTC+2, a od 30 marca 2025 roku – według strefy czasowej UTC+3. Źródło: |       |                   |                                         |                   |                                       |        |                      |                 |

### Tabela
| Lp. | Drużyna           | Pkt | Mecze | Mecze | Mecze | Rodzaj wyniku | Rodzaj wyniku | Rodzaj wyniku | Rodzaj wyniku | Rodzaj wyniku | Rodzaj wyniku | Sety | Sety | Sety  | Małe punkty | Małe punkty | Małe punkty |
| Lp. | Drużyna           | Pkt | M     | W     | P     | 3:0           | 3:1           | 3:2           | 2:3           | 1:3           | 0:3           | wyg. | prz. | stos. | zdob.       | str.        | stos.       |
| --- | ----------------- | --- | ----- | ----- | ----- | ------------- | ------------- | ------------- | ------------- | ------------- | ------------- | ---- | ---- | ----- | ----------- | ----------- | ----------- |
| 1   | AO Foinikas Syros | 36  | 4     | 2     | 2     | 0             | 1             | 1             | 1             | 0             | 1             | 8    | 9    | 0.89  | 380         | 392         | 0.97        |
| 2   | OFI               | 34  | 4     | 3     | 1     | 1             | 1             | 1             | 1             | 0             | 0             | 11   | 6    | 1.83  | 387         | 366         | 1.06        |
| 3   | AOP Kifisias      | 29  | 4     | 1     | 3     | 0             | 0             | 1             | 1             | 2             | 0             | 7    | 11   | 0.64  | 399         | 408         | 0.98        |

Źródło: 
Punktacja: 3:0 i 3:1 – 3 pkt; 3:2 – 2 pkt; 2:3 – 1 pkt; 1:3 i 0:3 – 0 pkt
Zasady ustalania kolejności: zob. sekcję powyżej
Uwagi: Do tabeli wliczono punkty zdobyte przez poszczególne drużyny w fazie zasadniczej.

## Faza play-out
Format: do trzech zwycięstw
| Data                                      | Godz.                                     | Gospodarz                                 | Rezultat                         | Gość                                  | Hala sportowa                 | Widzów                | MVP                   | *                     |
| ----------------------------------------- | ----------------------------------------- | ----------------------------------------- | -------------------------------- | ------------------------------------- | ----------------------------- | --------------------- | --------------------- | --------------------- |
| AO Fliswos Paleo Faliro Members Paron (8) | AO Fliswos Paleo Faliro Members Paron (8) | AO Fliswos Paleo Faliro Members Paron (8) | 3 – 0                            | (9) Pigasos Polichnis                 | (9) Pigasos Polichnis         | (9) Pigasos Polichnis | (9) Pigasos Polichnis | (9) Pigasos Polichnis |
| 9.03.2025                                 | 18:00                                     | AO Fliswos Paleo Faliro Members Paron     | 3:1 (25:23, 25:27, 25:21, 25:18) | Pigasos Polichnis                     | Hala «Sofia Befon»            | 120                   | Hermans Egleskalns    | [ 176 ] [ 177 ]       |
| 16.03.2025                                | 19:00                                     | Pigasos Polichnis                         | 0:3 (23:25, 23:25, 18:25)        | AO Fliswos Paleo Faliro Members Paron | Hala «Aleksandros Nikolaidis» | 200                   | Hermans Egleskalns    | [ 178 ] [ 179 ]       |
| 23.03.2025                                | 18:00                                     | AO Fliswos Paleo Faliro Members Paron     | 3:1 (25:21, 21:25, 25:21, 29:27) | Pigasos Polichnis                     | Hala «Sofia Befon»            | 122                   | Hermans Egleskalns    | [ 180 ] [ 5 ]         |
| Źródło:                                   |                                           |                                           |                                  |                                       |                               |                       |                       |                       |

## Klasyfikacja końcowa
| Poz. | Drużyna                               | Uwagi                              |
| 1.   | Panathinaikos AO                      | prawo udziału w el. Ligi Mistrzów  |
| 2.   | Olympiakos SFP ONEX                   | prawo udziału w Pucharze CEV       |
| 3.   | AONS Milon                            | prawo udziału w Pucharze CEV       |
| 4.   | PAOK F&U                              | prawo udziału w Pucharze Challenge |
| 5.   | AO Foinikas Syros                     | prawo udziału w Pucharze Challenge |
| 6.   | OFI                                   |                                    |
| 7.   | AOP Kifisias                          |                                    |
| 8.   | AO Fliswos Paleo Faliro Members Paron |                                    |
| 9.   | Pigasos Polichnis                     | spadek do Pre League               |
| 10.  | Atlos Orestiada                       | spadek do Pre League               |

Źródło: 

## Nagrody MVP
Nagrody MVP (ze względów sponsorskich pod nazwą MVP Βίκος Cola) były przyznawane po każdej kolejce fazy zasadniczej. Na koniec sezonu wybrano najlepszego zawodnika całych rozgrywek, którym został Duńczyk Rasmus Nielsen.
| Kolejka         | Najlepszy zawodnik (MVP) | Klub                | *       |
| --------------- | ------------------------ | ------------------- | ------- |
| Faza zasadnicza |                          |                     |         |
| 1               | Atanasis Protopsaltis    | Panathinaikos AO    | [ 182 ] |
| 2               | John Perrin              | Olympiakos SFP ONEX | [ 183 ] |
| 3               | Stefan Okošanović        | AOP Kifisias        | [ 184 ] |
| 4               | Kyle Russell             | AONS Milon          | [ 185 ] |
| 5               | Kostas Kapetanidis       | AO Foinikas Syros   | [ 186 ] |
| 6               | Apostolos Armenakis      | Pigasos Polichnis   | [ 187 ] |
| 7               | Patrick Gasman           | Panathinaikos AO    | [ 188 ] |
| 8               | Wataru Taniguchi         | AONS Milon          | [ 189 ] |
| 9               | Edvīns Skrūders          | AO Foinikas Syros   | [ 190 ] |
| 10              | Matej Mihajlović         | OFI                 | [ 191 ] |
| 11              | Atanasis Protopsaltis    | Panathinaikos AO    | [ 192 ] |
| 12              | Dragan Travica           | Olympiakos SFP ONEX | [ 193 ] |
| 13              | Dimitris Charalambidis   | AO Fliswos          | [ 194 ] |
| 14              | Dimitris Muchlias        | PAOK F&U            | [ 195 ] |
| 15              | Hermans Egleskalns       | AO Fliswos          | [ 196 ] |
| 16              | Alberto Torres           | AO Fliswos          | [ 197 ] |
| 17              | Milan Katić              | PAOK F&U            | [ 198 ] |
| 18              | Jorgos Michelakis        | OFI                 | [ 199 ] |